# Église Notre-Dame-de-l'Assomption d'Aillac
L'église Notre-Dame-de-l'Assomption est une église catholique située à Carsac-Aillac, en France.

## Localisation
L'église est située dans le département français de la Dordogne, sur la commune de Carsac-Aillac, et plus exactement dans le bourg d'Aillac.

## Historique
Une cuve baptismale du XIIe siècle semble indiquer qu'une église primitive date de cette époque. L'église actuelle date de la seconde moitié du XVe siècle. 
L'édifice est inscrit au titre des monuments historiques le 21 octobre 1970.